# Campionati mondiali giovanili di nuoto sincronizzato 2004
I VIII Campionati mondiali giovanili di nuoto sincronizzato si sono svolti in Russia dal 15 al 18 agosto 2004. Le sedi di gara sono state a Mosca.

## Medagliere
| Posiz. | Nazione     | Oro | Argento | Bronzo | Totale |
| ------ | ----------- | --- | ------- | ------ | ------ |
| 1      | Russia      | 4   | 0       | 0      | 4      |
| 2      | Giappone    | 0   | 4       | 0      | 4      |
| 3      | Stati Uniti | 0   | 0       | 4      | 4      |
| Totale | Totale      | 4   | 4       | 4      | 12     |

## Risultati
| Evento           | Oro    | Argento  | Bronzo |
| Stile libero     |        |          |        |
| Singolo          | Russia | Giappone | Cina   |
| Duo              | Russia | Giappone | Cina   |
| Squadra          | Russia | Giappone | Cina   |
| Libero combinato | Russia | Giappone | Cina   |